# چشمه سلیمانیه
چشمه سلیمانیه در ضلع جنوب شرقی باغ تاریخی فین کاشان واقع گردیده و فاصله آن تا مرکز شهر شش کیلومتر است و در واقع جزو قنوات است. تعداد چاه‌های آن از مادر چاه تا مظهر قنات به ۱۴ حلقه می‌رسد. آبدهی قنات بسیار بالاست و حدوداً به ۳۵۰ لیتر در ثانیه می‌رسد و ازطرفی مظهر قنات به نحوی است که به نظر می‌رسد آب از زمین می‌جوشد، از اینرو به چشمه معروف شده به خصوص آنکه در زمان صفویه اقدام به فضاسازی چشمه گردیده است.
هر جوی ۱۴ شبانه روز گردش می‌کند و هر روزی یک طاق و هر شبی را یک طاق می‌گویند و هر طاق ۷۵ سرجه می‌باشد و هر شش سرجه و ۱/۴ سرجه را یک ساعت نجومی است.
آب آن فوق‌العاده صاف است ولی به واسطه داشتن بعضی املاح برای آشامیدن مناسب نیست. آب چشمه فین به واسطه کیفیتهای خاص خود مانند صافی و پاکی و روشنایی کم‌نظیر و همچنین کیفیت ثابت و تغییر ناپذیرش همواره مشهور و ضرب‌المثل بوده است و طبق نوشته فلاندن «مردم برای این آب عقاید موهوم دارند و می‌گویند خاصیت طبی دارد» این چشمه از بن صخره‌هایی به نام کوه دندانه و شکاف تخته سنگهای معدن گچ و آهک واقع در شش کیلومتری غرب کاشان از زمین می‌جوشد.

## وجه تسمیه
- وجه تسمیه این چشمه به نام سلیمانیه، منسوب بودن آن به سلیمان پیامبر است. عبدالرحیم کلانتر ضرابی در کتاب تاریخ کاشان چنین می‌نویسد:[۱]

 «در السنه و افواه مشهور است که از ابنیه شاه عباس صفوی است و در تواریخ همچو بنظر می‌آید که از بناهای شاه طهماسب صفوی باشد و در تاریخ قم مسطور است کاریزهای آن ده بفرموده جم ملک است و اصل ده را گشتاسب هنگام کارزار با ارجاسب بنا نموده و در السنه عوام در این زمان معروف به چشمه سلیمانی است. اللّه اعلم که از شاه سلیمان صفوی باشد یا از جمشید که او را سلیمان خوانند- مثل تخت جمشید فارس که تخت سلیمان می‌نامند.»
برخی نیز اعتقاد دارند در دوران شاه سلیمان صفوی در اطراف این چشمه صفه یا بنایی ساخته شده است، به این سبب آن را به نام سلیمان صفوی چشمه سلیمانیه خوانند.
یک نظر حیدر صفدر به سلیمان شاه کرد آب سرچشمه فین را ز عصا پیدا کرد که البته هر دو، روایت‌هایی شفاهی هستند که برای آن سند مکتوبی موجود نیست اما در فرهنگ عامه مورد قبول واقع گردیده‌اند
- کاشان یکی از مراکز یهودی‌نشین ایران بوده که طبق آمارگیری که در دوران شاه عباس دوم انجام شده است بیش از ۱۰۰۰ خانوار یهودی در این شهر سکونت داشتهاند و در آن دوران با حضور چند تن از علمای یهود در این شهر لقب اورشلیم دوم به آن داده شده است. یهودیان ساکن در این شهر برای این آب قداست خاصی قائل بوده‌اند زیرا معتقد بودند که این چشمه از معجزات سلیمان نبی است، از همین روی آن را به نام چشمه سلیمانیه نامیده‌اند.[۵]

## سرجه
سرجه کاسه‌ای است از جنس مس و در ته آن روزنی دارد که روی آب گذاشته و به محض پرشدن در آب فرومی‌رود و هر ۱۲ ساعت ۷۵ نوبت کاسه مذکور پر و در آب فرومی‌رود.

## زمان حفر قنات
زمان حفر قنات (چشمه) سلیمانیه را به  حضرت سلیمان نبی نسبت می‌دهند و نظر به اینکه آب قنات مزبور در زمان خشکسالی و پرآبی تقریباً برابر است اهالی عقیده دارند از معجزات پیغمبر نبی می‌باشد. مورخان عقیده دارند قنات مذکور در زمان هخامنشیان احداث گردیده ولی آنچه مسلم است، قنات سلیمانیه مربوط به قبل از اسلام می‌باشد و در واقع شاهرگ حیات منطقه بشمار می‌رود. شکل‌گیری تمدن عظیمسیلک در منطقه کاشان که حداقل قدمت آن به هزاره پنجم قبل از میلاد می‌باشد، ناشی از وجود آب همین چشمه است.